# Heffingen
Heffingen (luxembourgsk: Hiefenech) er en kommune og et byområde i storhertugdømmet Luxembourg. Kommunen, som har et areal på 13,34 km², ligger i kantonen Mersch i distriktet Luxembourg. I 2005 havde kommunen 880 indbyggere. 